# Aga (företag)
Aga (ursprungligen Aktiebolaget Gasaccumulator) var ett industribolag, grundat 1904 med Aron Andersson som verkställande direktör och Axel R. Nordvall som försäljningsdirektör. Bolaget startade 1904 i en fabrik i Saltsjö-Järla i Nacka. Man tog då över verksamheten från företaget Svenska Carbid & Acetylén AB, som Nordvall grundat 1899. Åren 1909–1937 var Gustaf Dalén VD för företaget.
Aga-koncernen bytte senare namn till AGA AB och hade en multinationellt spridd verksamhet, med dotterbolag i flera världsdelar. Aga AB köptes i början 2000-talet av tyska Linde, och 2021 ändrades bolagets namn till Linde Region Europe North där verksamheten bedrivs vidare.
Aga AB var norra Europas ledande industrigasbolag med verksamhet i Norden och Baltikum. Förutom tillverkning och marknadsföring av industri- och specialgaser utvecklade Aga nya användningsområden för gaser. Företaget var också ledande på gasol. AGA har också drivit tankställen och distribuerat biogas i främst Stockholmsområdet, och i Nynäshamn invigdes 2011 Nynäshamns LNG-terminal för flytande naturgas. Denna del av verksamheten såldes 2020 till finländska Gasum.
AGA var ett av flera svenska företag som i början på 1900-talet byggdes upp kring unika tekniska uppfinningar med starka patent och som kom att lägga grunden för välfärds- och industrinationen Sverige. 

## Historik

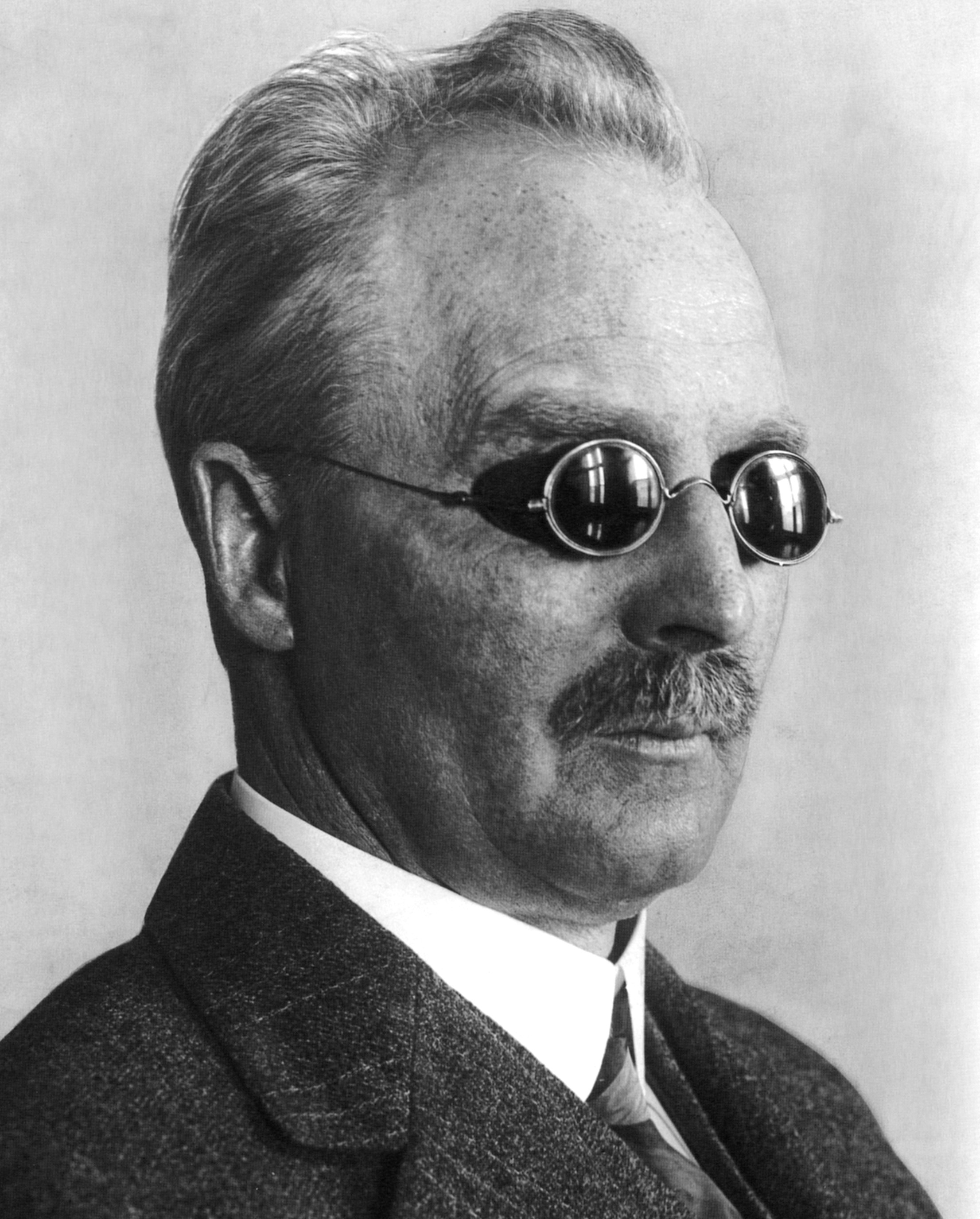
Gustaf Dalén, Agas VD från 1909 till 1937. Foto: 1926.

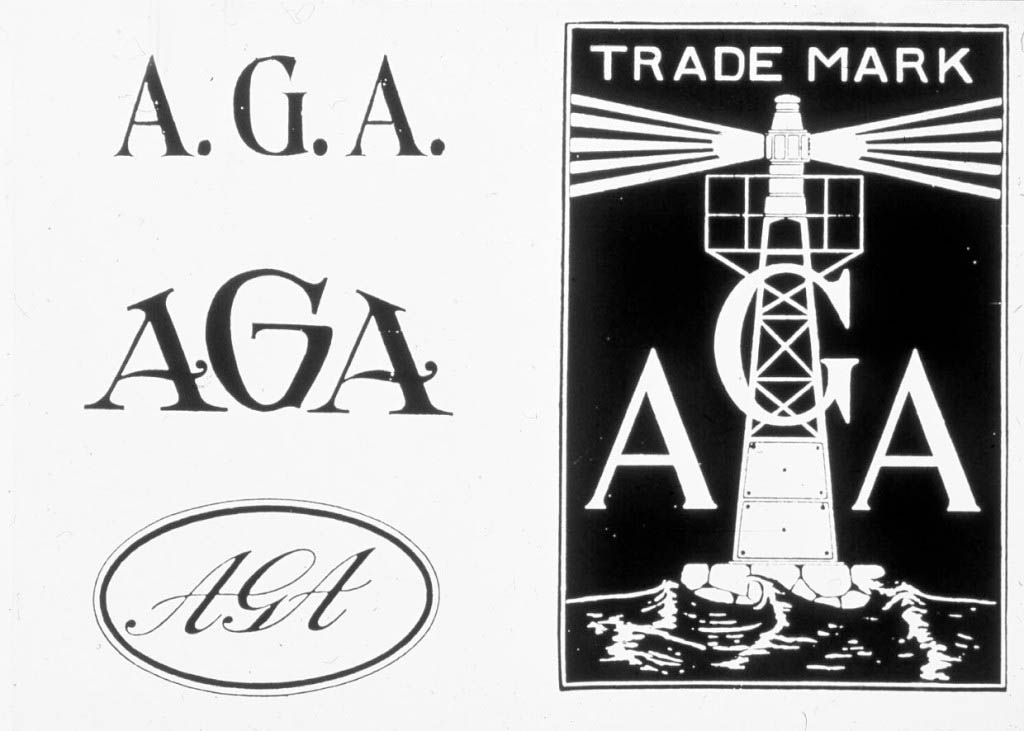
Agas varumärke för acetylenbaserad fyrutrustning på tidigt 1900 -tal.

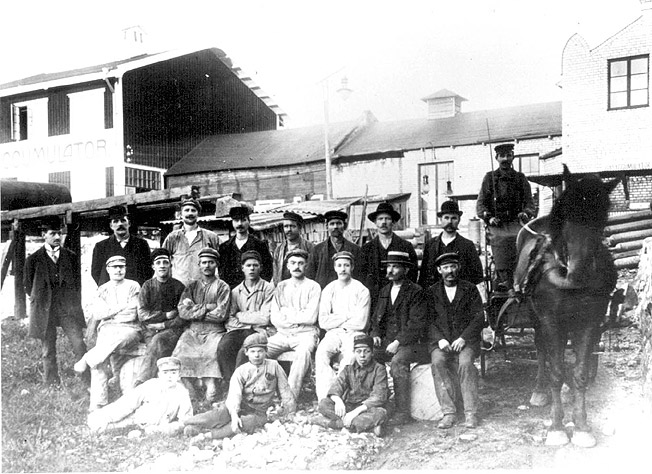
Hela personalstyrkan i AB Gasaccumulator inklusive företagshästen samlad utanför företagets första lokaler vid Järla i Nacka, där Gustav Dalén arbetade som konsulterande utvecklingsingenjör från 1904 och från 1909 som företagets VD omkring 1905

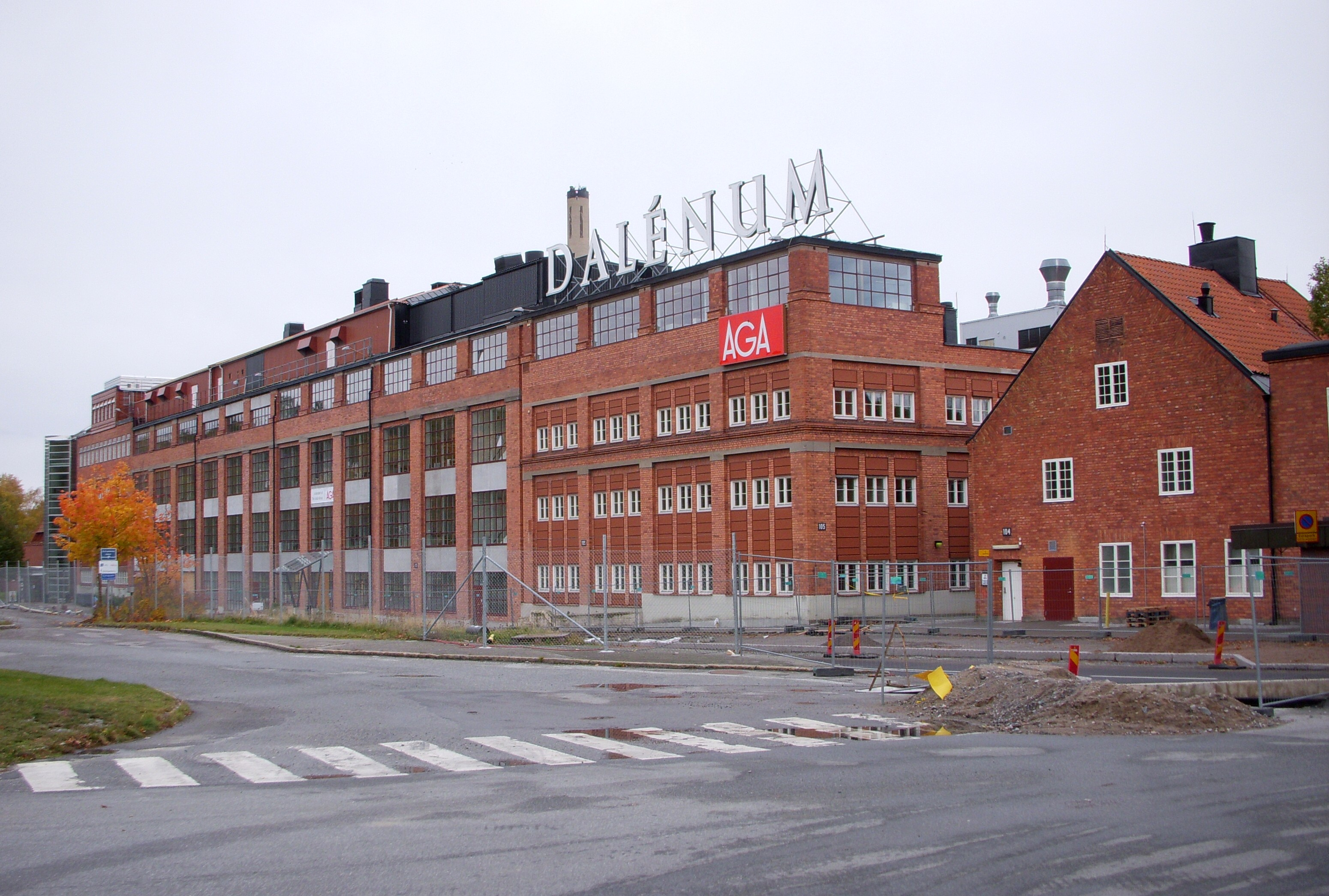
Dalénum är en sentida tillbyggnad till de ursprungliga blockhus som utgjorde två av Agas stora produktionslokaler på fabriksområdet i Skärsätra på Lidingö. Det fristående huset till höger med sadeltak är ett av originalhusen på området.

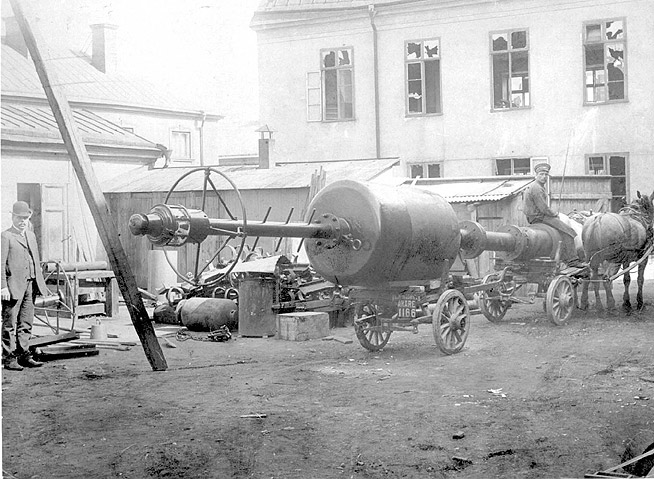
Bakgården till fabriken på Maria Prästgårdsgata i Stockholm, dit Aga flyttade från Järla omkring 1910. En lysboj färdig för leverans är lastad på hästdragen kärra omkring 1910.

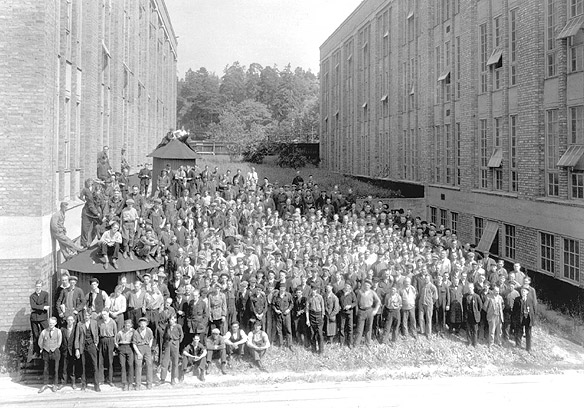
Agas hela personalstyrka på Lidingö samlad till ett gruppfoto 1929. Fotograf: Hildur Lindberg

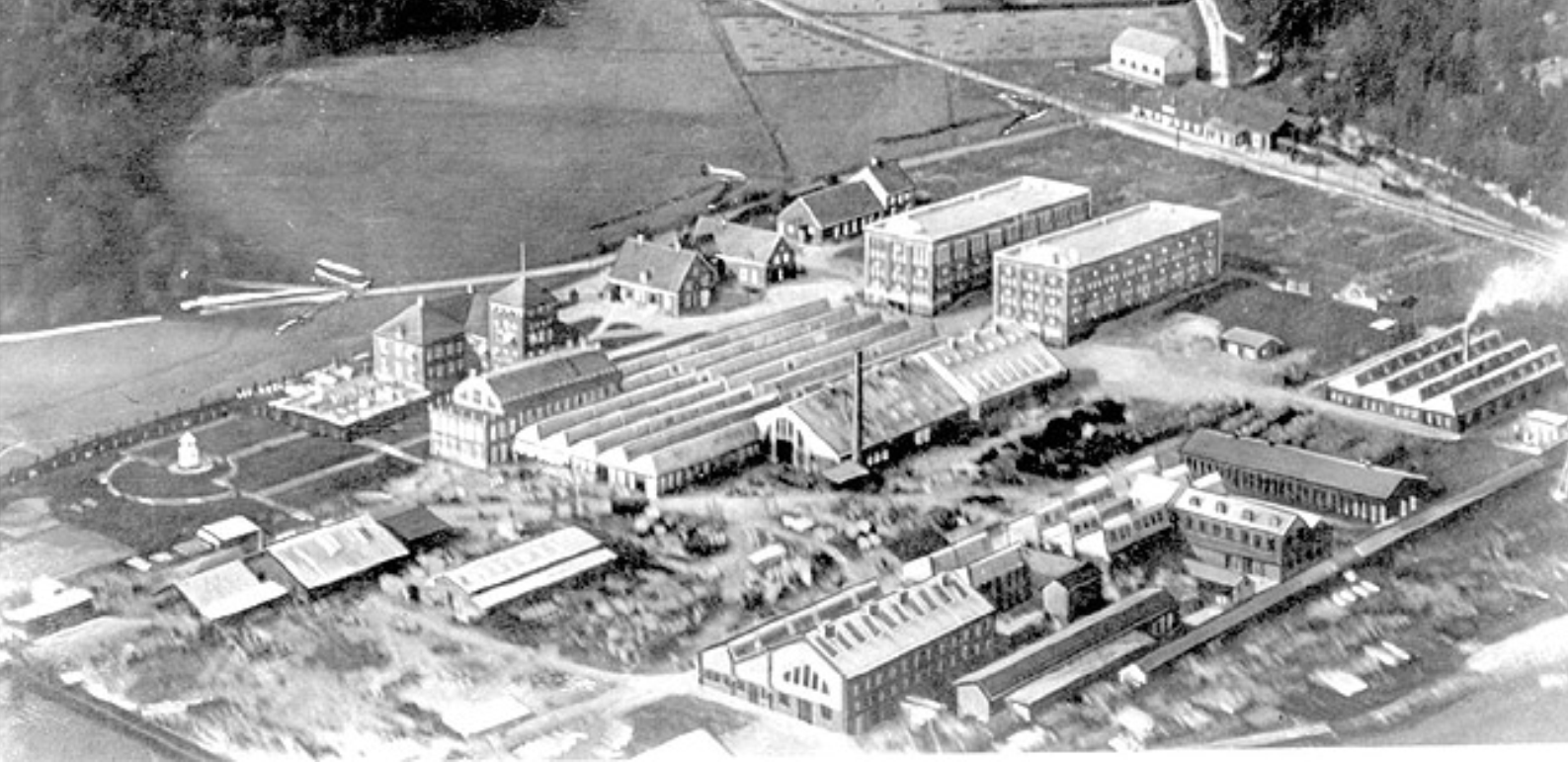
Flygfoto över Aga-området 1920. Längst upp i bild syns de två stora blockhus efter amerikansk modell som personalen är uppställd mellan på gruppfotot från 1929 och den nyanlagda järnvägen för spårvagnstrafik mellan Herserud och Skärsätra med en station vid Aga.

Agas historia var intimt förkippad med Gustaf Dalén (1869–1937) som byggde upp och ledde företaget Aga från omkring 1909, då han utsågs som VD, ända fram till sin död 1937. Dalén arbetade från 1904 som konsulterande utvecklingsingenjör på företaget AB Gasaccumulator med verksamheten förlagd till Järla i Nacka som omkring 1910 flyttade till Maria Prästgårdsgata på Södermalm. 1909 var det nära att företaget hade försatts i konkurs.
Gustav Dalén utsågs till VD i det rekonstruerade bolaget som i samband med detta bytte namn till Svenska Aktiebolaget Gasaccumulator, förkortat till AGA i betydelsen Aktiebolaget Gas Accumulator. Med Daléns och andra Aga-ingenjörers uppfinningar växte Aga snabbt. Agas helt dominerande produkt i början av 1900-talet var fyrar för sjöfarten som inte krävde någon form av elektrisk utrustning, med förbränning av acetylen som ljusalstrande ämne, där Daléns fem stora uppfinningar klippljusapparaten, solventilen, glödnätsbytaren, linspendeln och Aga-massan, den senare uppfinningen, för säker hantering av acetylen, lade grunden till företagets försäljningsframgångar. Företagets stora genombrott på världsmarknaden kom 1911 med en stor order av fyrar till Panamakanalen då Agas aktie steg 13-faldigt.
I en tidningsannons från Svenska Aktiebolaget Gasaccumulator 1911 gav man följande lista på produkter som företaget kunde erbjuda: "Fyrar och Lysbojar, Järnvägsvagnsbelysning, järnvägssignaler, Militärsignallyktor, Automobilbelysning, Svetsning- & skärningsapparater för dissousgas och syrgas". Företagets adress uppgavs till Stadsgården, Stockholm.

### Etablering av huvudfabriken på Lidingö 1912
Agas stora fabriksanläggning på Lidingö i Skärsätra vid Lilla Värtan som började uppföras omkring 1910 enligt Alf Landéns ritningar, och dit man flyttade ut från lokalerna på Södermalm 1912, kom att bli den dominerande industrin i Lidingö stad under lång tid, med som mest cirka 900 anställda omkring 1915. En anledning som angetts till att företaget etablerade sig på Lidingö, var att man kom över en stor tomt vid havet med närhet till Stockholm, där man kunde anlägga en djuphamn för de fartyg som användes för leverans av kompletta fyrar.
Företaget etablerades när Lidingö fortfarande till stor del var en utpräglad lantbruksbygd med dåliga kommunikationer till Stockholm och den enda fasta förbindelsen med Stockholm var en flottbro mellan Torsvik och Ropsten med begränsade möjligheter att klara tunga transporter. Närmaste grannar var Skärsätra gård, som man hade köpt markområdet av och Gångsätra gård som bedrev ett aktivt jordbruk på sina ägor ända fram till slutet av 1930-talet. Flera stora lantbruksfastigheter hade börjat sälja av mark till olika byggbolag med början omkring 1906 för uppförande av Lidingös villastäder.
Aga kom att få ett avgörande inflytande på samhällsutvecklingen på Lidingö. Med Agas expansion följde behov av nya bostadsområden med flerbostadshus för det stora antalet Aga-anställda med närhet till fabriksområdet, en utvidgad samhällsservice, nya skolor, affärer och en förbättring av kommunikationerna med Stockholm där till en början de flesta anställda var bosatta. Byggnationen av Lidingöbron (gamla bron 1925) och Lidingöbanans södra linje 21 (1919) var till stor del framtvingad av Agas expansion.

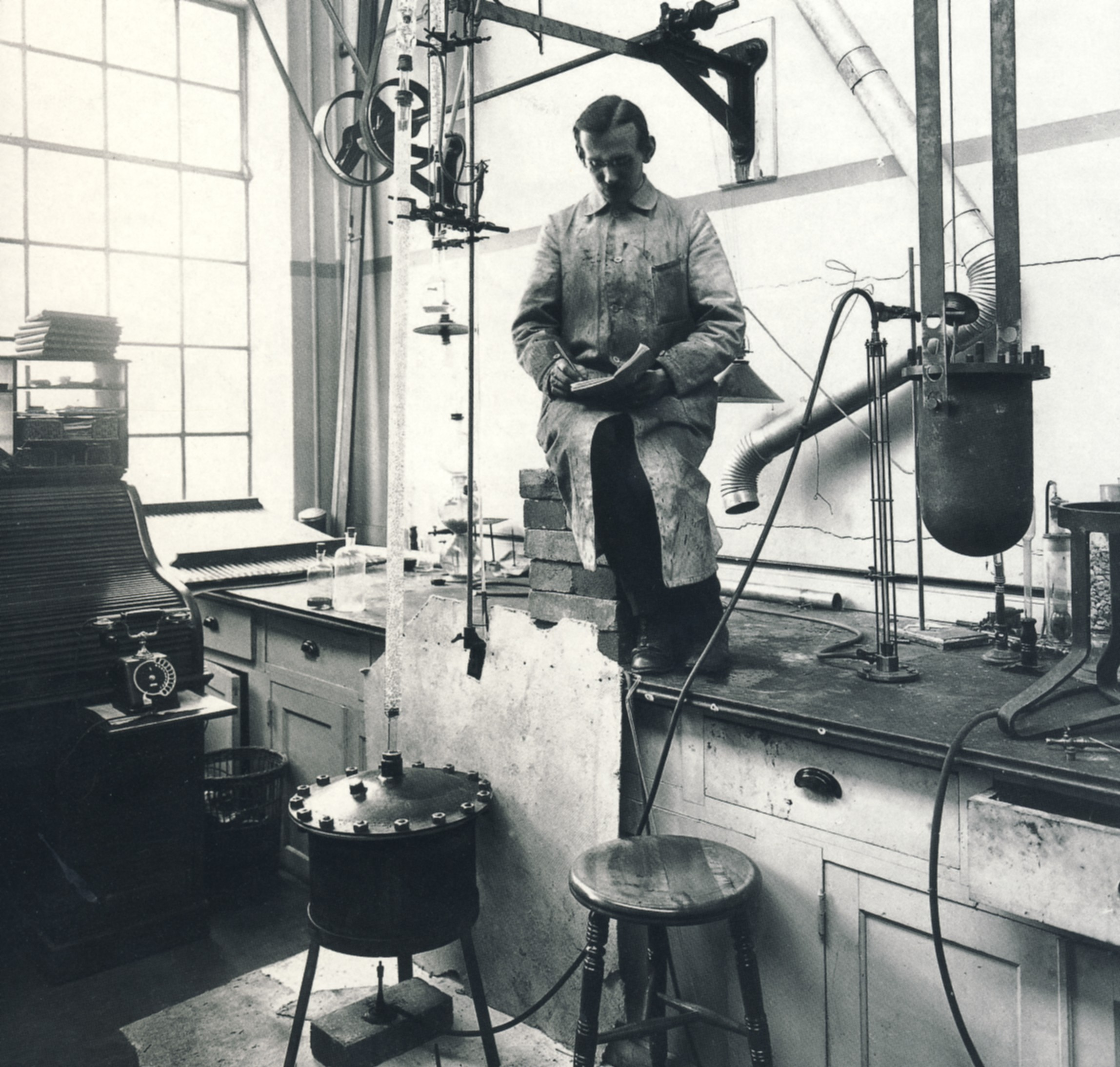
I Agas laboratorium, ca 1916

### Omfattande produktprogram
Aga hade från början av sin verksamhet som en betydande produkt producerat olika typ av gaser för industriellt bruk, som levereras komprimerade i trycksatta kärl, till exempel acetylen, syrgas, kväve, koldioxid, argon – en vanlig skyddsgas vid vissa typer av svetsning, och för medicinskt bruk bland annat högrenade gaser som syrgas och lustgas. Aga tillhörde på tidigt 1900-tal ett av Sveriges mest innovativa företag med ett mycket brett produktsortiment där varje produkt var tillräckligt stark för att kunna verka inom ett eget företag. Agas uppfinningar av fyrutrustningar som inte krävde någon form av el-försörjning försvann successivt när fyrarna försågs med elektrisk ljus och elektroniken gjorde sitt intåg för styrning och reglering. Det skulle dröja till början av 1970-talet innan produktfloran drogs ner till en koncentration mot tillverkning av gaser för olika ändamål.
Agas stora produktsortiment anses ha haft sin grund i Daléns stora tekniska nyfikenhet inom vitt skilda områden och den typ av ingenjörer han företrädesvis anställde, med en stark innovativ begåvning och som hade en förmåga att tänka i nya banor och blicka framåt. Av Agas drygt 250 patent under Gustaf Daléns levnad svarade Dalén själv för ett 100-tal patent inom vitt skilda teknikområden. Dalén fortsatte att utveckla helt nya produkter även efter olyckshändelsen 1912 då han miste synen på båda ögonen, där utvecklingen av den kokseldade Aga-spisen, introducerad 1929, är ett bra exempel på den stora bredden i hans innovationer. Agas ledningsgrupp i början av 1900-talet efter etableringen på Lidingö, som kom att leda företaget ett 20-tal år var förutom Gustaf Dalén, Rolf von Heidenstam och hans studiekamrat från tiden i Schweiz, Nils Westberg. Styrelseordförande från 1912 fram till 1936 var amiral Arvid Lindman (1862–1936), statsminister och partiordförande för dåvarande högerpartiet.
Med utgångspunkt från enklare specialoptik för fyrar växte så småningom tillverkning av mycket kvalificerad specialoptik, bl.a. geodimetern, IR-kameror och militära sikten fram .
Aga bedrev under lång tid radioteknisk verksamhet, bland annat under namnet AGA-Baltic, sedan Baltic Radio köpts av Aga 1928. Man konkurrerade bland annat med Svenska Radioaktiebolaget (SRA) inom kommunikationsradioområdet. 1964 köpte Aga tillverkningen av radio- och TV-mottagare samt varumärket Radiola från SRA.

### Tillbaka till gasen
In på 1970-talet med Sven Ågrup som VD inledde Aga en koncentration på gasverksamheten, en linje som fortsatte när Marcus Storch tillträdde som VD 1981. 1971 sålde man radio- och TV-tillverkningen till Svenska Philips, 1974 slogs kommunikationsradioverksamheten ihop med den från Sonab (då ägt av Statsföretag) till Sonab Communications, 1979 sålde man radiatortillverkningen och 1984 värmepumpverksamheten till Saab-Scania.
Merparten av Agas verkstadsprodukter som fyrar, navigationsutrustning, säkerhetsutrustning för banker, elektrooptiska avståndsmätare, tunnfilmsoptik med flera produkter samlades inom det separata bolaget Pharos som introducerades på börsen i början av 1980-talet. Man behöll till en början 60 procent av aktierna men sålde hela innehavet 1982. Ett par nya stora företagsförvärv skedde parallellt med utförsäljningen av stora delar av verkstadsverksamheten. Företaget Frigoscandia i Helsingborg, som arbetade med livsmedelsfrysning och kyltransporter, ägdes mellan åren 1978–1994. Uddeholmkoncernen ägdes mellan åren 1985 till 1995.
Ett företag som grundades i början av 1970-talet är Interspiro AB som utvecklar, tillverkar och säljer andningsutrustning för brandmän och professionella dykare. Företaget har sitt ursprung från 1945 som en avdelning inom Aga kallat Aga Spiro, som då verkade som en avdelning inom Agas medicinska division. 1983 avyttrades AGA Spiro till utländska ägare varvid Interspiro AB grundades. Idén till produktsortimentet med dykarutrustningar och avancerade andningsmasker för bland annat brandförsvaret fick man 1945 då Aga-ingenjören Dag Johannisson med en provisorisk andningsutrustning under vattenytan hade lyckats lokalisera en tappad motordel i vattnet utanför Aga. Interspiro som idag inte har någon koppling till Aga hade dock fortfarande sitt huvudkontor och utvecklingsavdelning på Dalénumområdet fram till 2011.

### Tidslinje för ett urval av Aga-produkter från 1905-1965

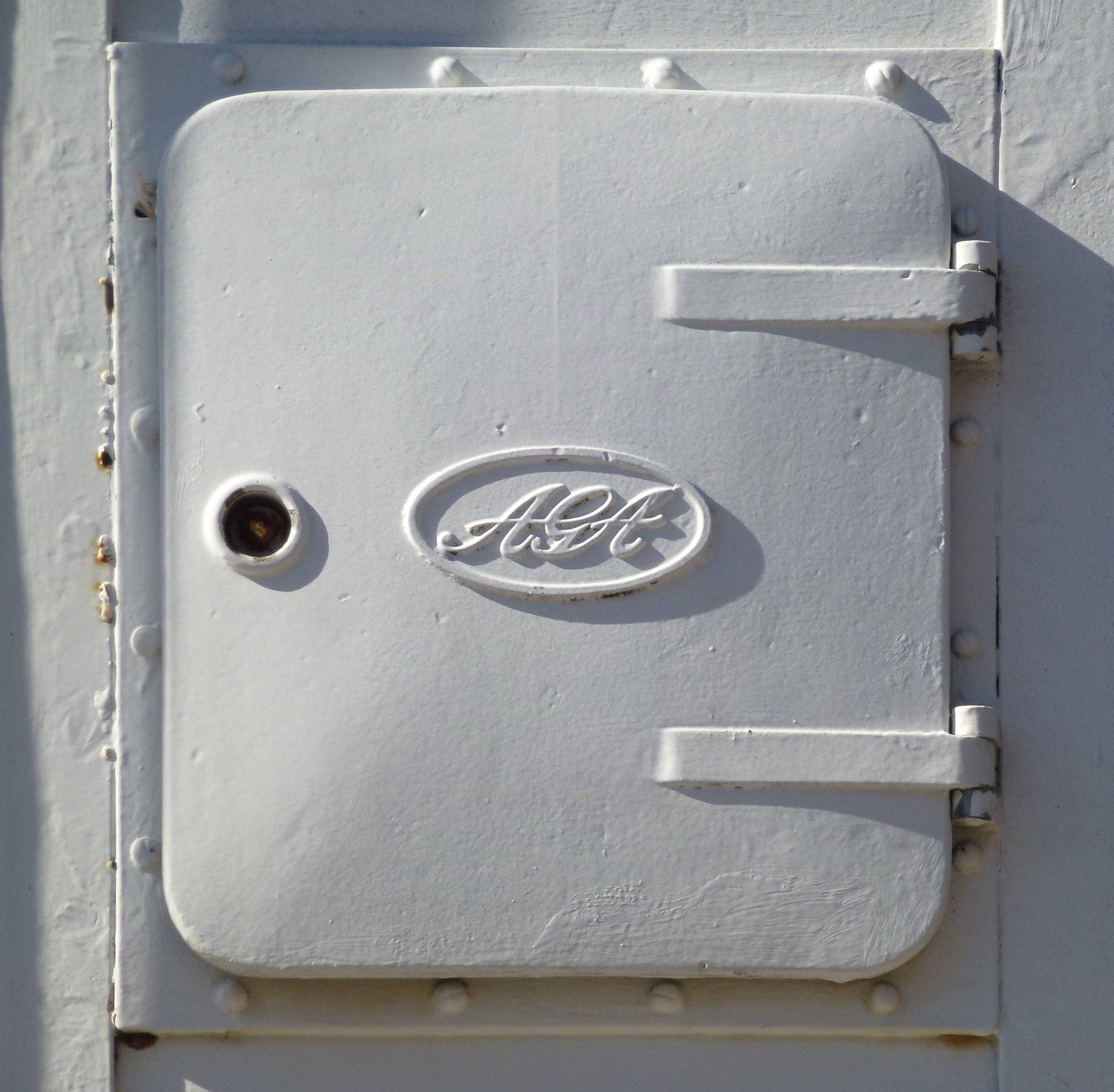
AGA på signalen vid Danvikskanalen.

- 1905 – Fyrbelysningar med acetylén och Aga-massan (1906) för stötsäker förvaring av acetylen. Klippapparaten (1905) och Solventilen (1907) för minimal förbrukning av acetylen.
- 1906 – Svetsutrustning
- 1908 – Signalsystem med acetylen för järnvägar.
- 1910 – Skärbrännare för skärning av tjock stålplåt. (Lågans temperatur vid förbränning av acetylen med ren syrgas uppgår till 3300 °C). 1910 även navigationsutrustning.
- 1913 – Signalsystem för undervattensbruk
- 1914 – Signalsystem för flygtrafik.
- 1915 – Linspendeln för fyrutrustningar.
- 1916 – Linser för fyrar (fyroptik), glödnätsbyrtaren för fyrutrustningar, flygpejl
- 1919 – Filmprojektorer. Senare militär optisk utrustning
- 1924 – Automatiska svetsmaskiner för tillverkning av radiatorer (för vattenburen uppvärmning)
- 1925 – Tillverkning av radiatorer. Radiomottagare.
- 1927 – Likriktare
- 1928 – Marinpejl
- 1929 – Gasspisar för storkök, den s.k. "Aga-spisen"
- 1930 – Gaser för medicinska tillämpningar
- 1932 – Radiofyrar
- 1933 – Andningsgaser
- 1934 – Narkosapparater, kuvöser
- 1938 – Gyron
- 1940 – Flyginstrument, periskop för ubåtar
- 1941 – Mobilradio
- 1947 – Batterier (el)
- 1948 – Diktafoner
- 1949 – Andningsapparater
- 1953 – Geodimeterinstrument
- 1954 – Hjärt- och lungmaskiner. TV-mottagare
- 1965 – Värmekameran "Thermovison"

## Verkställande direktörer
- 1904–1909: Aron Andersson
- 1909–1937: Gustaf Dalén
- 1937–1950: Rolf von Heidenstam
- 1950–1967: Gunnar Dalén
- 1967–1970: Björn Rosén
- 197?–1980: Sven Ågrup
- 1981–1996: Marcus Storch
- 1997–2000: Lennart Selander